# Kowalik korsykański
Kowalik korsykański (Sitta whiteheadi) – gatunek małego ptaka z rodziny kowalików (Sittidae). Występuje tylko na francuskiej wyspie Korsyce. Jest narażony na wyginięcie.

## Systematyka
Takson ten był niekiedy łączony w jeden gatunek z blisko spokrewnionymi kowalikiem czarnogłowym (S. canadensis) i kowalikiem płowym (S. villosa). Nie wyróżnia się podgatunków. Nazwa gatunkowa upamiętnia angielskiego przyrodnika Johna Whiteheada (1860–1899), który określił jego typ nomenklatoryczny w czerwcu 1883 roku.

## Występowanie
Gatunek endemiczny dla Korsyki, zasiedla stare, górskie lasy sosnowe na wysokości 1000–1500 m n.p.m. Spotykany jedynie tam, gdzie rosną sosny z gatunku Pinus nigra (sosna czarna), na których się lęgnie.

## Morfologia
Jest to mały kowalik, o długości ciała 12 cm i rozpiętości skrzydeł 21–22 cm. Ma najdelikatniejszy dziób i najkrótszy ogon spośród kowalików. Wierzch ciała, łącznie z kuprem i pokrywami nadogonowymi szare. Ogon również, ale z czarno-szarą lamówką. Wierzch głowy i opaska biegnąca przez oko czarne; brew, reszta głowy i gardło białe. Spód ciała brudnobiały z kremowym odcieniem. Czarny dziób i nogi. Samice różnią się tylko ciemnoszaroniebieskim wierzchem głowy.

## Zachowanie

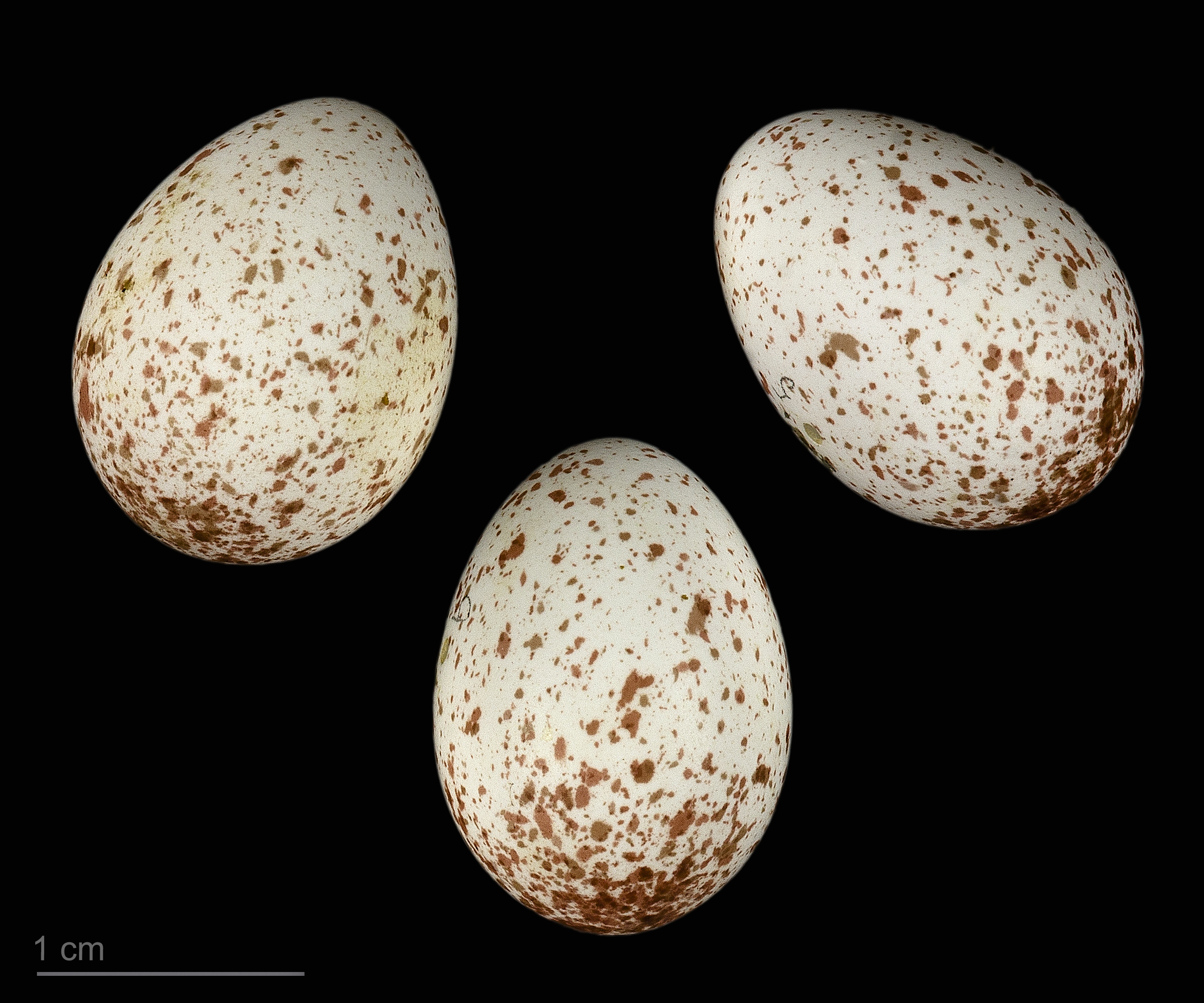
Jaja z kolekcji muzealnej

Sezon lęgowy trwa od kwietnia do maja; w zniesieniu 5–6 jaj, a oba ptaki z pary pozostają na swym terytorium przez cały rok. Od maja do października żywi się głównie owadami i pająkami, w pozostałej części roku nasionami, zwłaszcza sosnowymi. Żeruje pojedynczo lub w parach, poza sezonem lęgowym może dołączać do wielogatunkowych stad. Jest niepłochliwy.

## Status
Gatunek od 1988 roku klasyfikowany przez IUCN jako NT – bliski zagrożenia, od 2004 roku zaliczany do gatunków najmniejszej troski – LC, natomiast od 2010 roku ma status gatunku narażonego – VU. W 2011 roku liczebność populacji szacowano na 3100–4400 dorosłych osobników. Zagęszczenie par w 2002 roku wynosiło 0,55–1,58 na 10 hektarów. Trend liczebności populacji oceniany jest jako spadkowy. Główne zagrożenia dla gatunku to pożary lasów i wycinka sosny korsykańskiej.